# Campionato Europeo Supermoto 2009
Il Campionato Europeo Supermoto nel 2009 vede il debutto della nuova categoria Maximoto, che gareggia sulle stesse piste utilizzate per le altre classi ma senza affrontare il tratto di fuoristrada, ma viene soppressa subito alla seconda prova del campionato.
Nella classe S3 trionfa il bulgaro Angel Karanyotov su KTM.

## Gare del 2009
|   | Paese         | Località       | Data         |
| - | ------------- | -------------- | ------------ |
| 1 | Italia        | Viterbo        | 19 aprile    |
| 2 | Gran Bretagna | Mallory Park   | 30 maggio    |
| 3 | Italia        | Latina         | 6 settembre  |
| 4 | Andorra       | Pas De La Casa | 20 settembre |
| 5 | Grecia        | Salonicco      | 18 ottobre   |
| 6 | Italia        | Ottobiano      | 25 ottobre   |
| 7 | Spagna        | Salou          | 1º novembre  |

## Open (Top 8)
sql.= squalifica
| Pos | Pilota               | Moto/Team                | ITA 1 | ITA 2 | GBR 1 | GBR 2 | EUR 1 | EUR 2 | AND 1 | AND 2 | GRE 1 | GRE 2 | LOM 1 | LOM 2 | CAT 1 | CAT 2 | Punti |
| --- | -------------------- | ------------------------ | ----- | ----- | ----- | ----- | ----- | ----- | ----- | ----- | ----- | ----- | ----- | ----- | ----- | ----- | ----- |
| 1   | Massimiliano Porfiri | Honda Freccia Monticelli | 2     | 12    | 4     | 2     | 3     | 3     | 2     | 2     | 1     | 3     | 6     | 5     | 1     | 2     | 278   |
| 2   | Teo Monticelli       | Honda Freccia Monticelli | 1     | 6     | 1     | 4     | 1     | 1     | 5     | 8     | 3     | 5     | 4     | 1     | 7     | 7     | 269   |
| 3   | Alberto Dall'Era     | KTM Italia Miglio Racing | 3     | 2     | 2     | 16    | 5     | 5     | 1     | 1     | 5     | 1     | 1     | rit.  | 4     | 1     | 260   |
| 4   | Ryan Sconfietti      | Honda TDS Nuova Faor     | 4     | 10    | 5     | 3     | 4     | 4     | 8     | 3     | 4     | 4     | 3     | 3     | 6     | 6     | 240   |
| 5   | Rosen Tonchev        | KTM Bulgaria Team        | 5     | 5     | 3     | 1     | 12    | 10    | 6     | 5     | 6     | 6     |       |       |       |       | 158   |
| 6   | Petr Vorlíček        | Suzuki Tuning Sport DSR  | rit.  | 1     |       |       | 2     | 2     |       |       | 2     | 2     |       |       |       |       | 113   |
| 7   | Vladimiro Leone      | Aprilia Fast Wheels      | 10    | 8     | 8     | 5     | 10    | 8     | 4     | rit.  |       |       |       |       |       |       | 95    |
| 8   | Marco Animento       | Honda Fiamma Team        | 9     | 3     |       |       | 19    | 19    |       |       |       |       | 2     | 2     |       |       | 80    |
| Pos | Pilota               | Moto/Team                | ITA 1 | ITA 2 | GBR 1 | GBR 2 | EUR 1 | EUR 2 | AND 1 | AND 2 | GRE 1 | GRE 2 | LOM 1 | LOM 2 | CAT 1 | CAT 2 | Punti |

## S3 (Top 3)
sql.= squalifica
| Pos | Pilota               | Moto/Team         | ITA 1 | ITA 2 | GBR 1 | GBR 2 | EUR 1 | EUR 2 | AND 1 | AND 2 | GRE 1 | GRE 2 | LOM 1 | LOM 2 | CAT 1 | CAT 2 | Punti |
| --- | -------------------- | ----------------- | ----- | ----- | ----- | ----- | ----- | ----- | ----- | ----- | ----- | ----- | ----- | ----- | ----- | ----- | ----- |
| 1   | Angel Karanyotov     | KTM Bulgaria Team | 1     | 4     | 4     | 1     | 1     | 1     | 1     | 1     | 2     | 1     | 1     | 1     |       |       | 283   |
| 2   | Janina Wuerterle     | KTM Ekrad Racing  | 4     | 7     | 5     | 5     | 3     | 3     | 3     | 3     | 1     | 2     | 2     | 2     |       |       | 235   |
| 3   | Christopher Hochedez | Honda NGS         | 8     | 3     | 3     | 4     |       |       | 2     | 2     |       |       | 4     | 4     | 1     | 1     | 201   |
| Pos | Pilota               | Moto/Team         | ITA 1 | ITA 2 | GBR 1 | GBR 2 | EUR 1 | EUR 2 | AND 1 | AND 2 | GRE 1 | GRE 2 | LOM 1 | LOM 2 | CAT 1 | CAT 2 | Punti |